# Spin (Tanzen)
Als Spin (von englisch (to) spin, „sich drehen“) bezeichnet man beim Tanzen die schnelle Drehung eines Tänzers um seine Körperlängsachse. Beim Spin ist es wichtig, dass der Kopf als letztes gedreht wird, da sonst die Gefahr besteht, dass der Tänzer sein Gleichgewicht verliert. Der Spin erfolgt immer in die Richtung des Standbeines (rechtes Bein – Spin nach rechts). Die Spirale wird genau umgekehrt getanzt.

## Tanzfiguren mit Spin
- American Spin (Jive)